# أوستريه توتن
أوستريه توتن هي بلدية في النرويج، تقع في أوبلاند، بلغ عدد سكانها 14,906  نسمة وذلك حسب إحصائيات سنة 2016.

## الموقع
تشترك في الحدود مع:
- Vestre Toten [الإنجليزية]‏
- ستانغ
- أيدسفول
- رينغساكر
- يوفيك
- هوردال.

## المناخ
يظهر الجدول التالي التغييرات المناخية على مدار السنة لأوستريه توتن:
| البيانات المناخية لـأوستريه توتن  | البيانات المناخية لـأوستريه توتن | البيانات المناخية لـأوستريه توتن | البيانات المناخية لـأوستريه توتن | البيانات المناخية لـأوستريه توتن | البيانات المناخية لـأوستريه توتن | البيانات المناخية لـأوستريه توتن | البيانات المناخية لـأوستريه توتن | البيانات المناخية لـأوستريه توتن | البيانات المناخية لـأوستريه توتن | البيانات المناخية لـأوستريه توتن | البيانات المناخية لـأوستريه توتن | البيانات المناخية لـأوستريه توتن | البيانات المناخية لـأوستريه توتن |
| الشهر                             | يناير                            | فبراير                           | مارس                             | أبريل                            | مايو                             | يونيو                            | يوليو                            | أغسطس                            | سبتمبر                           | أكتوبر                           | نوفمبر                           | ديسمبر                           | المعدل السنوي                    |
| --------------------------------- | -------------------------------- | -------------------------------- | -------------------------------- | -------------------------------- | -------------------------------- | -------------------------------- | -------------------------------- | -------------------------------- | -------------------------------- | -------------------------------- | -------------------------------- | -------------------------------- | -------------------------------- |
| الدرجة القصوى °م (°ف)             | 10.4 (50.7)                      | 11.7 (53.1)                      | 19.0 (66.2)                      | 21.6 (70.9)                      | 27.6 (81.7)                      | 32.5 (90.5)                      | 31.6 (88.9)                      | 31.6 (88.9)                      | 26.0 (78.8)                      | 20.5 (68.9)                      | 15.9 (60.6)                      | 10.4 (50.7)                      | 32.5 (90.5)                      |
| متوسط درجة الحرارة الكبرى °م (°ف) | −4.9 (23.2)                      | −4.1 (24.6)                      | 1.5 (34.7)                       | 6.9 (44.4)                       | 14.3 (57.7)                      | 19.4 (66.9)                      | 20.2 (68.4)                      | 19.0 (66.2)                      | 13.7 (56.7)                      | 7.9 (46.2)                       | 1.3 (34.3)                       | −2.5 (27.5)                      | 7.7 (45.9)                       |
| متوسط درجة الحرارة الصغرى °م (°ف) | −11.1 (12.0)                     | −11.2 (11.8)                     | −6.3 (20.7)                      | −1.1 (30.0)                      | 4.7 (40.5)                       | 9.0 (48.2)                       | 10.3 (50.5)                      | 9.3 (48.7)                       | 5.8 (42.4)                       | 2.2 (36.0)                       | −3.6 (25.5)                      | −8.3 (17.1)                      | 0.0 (32.0)                       |
| أدنى درجة حرارة °م (°ف)           | −33.9 (−29.0)                    | −31.0 (−23.8)                    | −27.0 (−16.6)                    | −15.4 (4.3)                      | −4.8 (23.4)                      | −1.0 (30.2)                      | 2.1 (35.8)                       | 0.0 (32.0)                       | −4.6 (23.7)                      | −13.7 (7.3)                      | −18.9 (−2.0)                     | −29.3 (−20.7)                    | −33.9 (−29.0)                    |
| الهطول مم (إنش)                   | 37 (1.5)                         | 26 (1.0)                         | 29 (1.1)                         | 32 (1.3)                         | 44 (1.7)                         | 60 (2.4)                         | 77 (3.0)                         | 72 (2.8)                         | 66 (2.6)                         | 64 (2.5)                         | 53 (2.1)                         | 40 (1.6)                         | 600 (23.6)                       |
| متوسط أيام هطول الأمطار           | 8.1                              | 5.7                              | 6.2                              | 6.0                              | 7.8                              | 9.2                              | 10.4                             | 9.7                              | 9.7                              | 9.8                              | 9.5                              | 8.5                              | 100.6                            |
| المصدر: Met Norway Eklima         |                                  |                                  |                                  |                                  |                                  |                                  |                                  |                                  |                                  |                                  |                                  |                                  |                                  |